# Calesidesma fraternella
Calesidesma fraternella là một loài bướm đêm trong họ Noctuidae.